# 石长生
石长生（学名：Adiantum monochlamys），又名单盖铁线蕨，为铁线蕨科铁线蕨属下的一个种。

## 延伸阅读
[在维基数据编辑]
 《欽定古今圖書集成·博物彙編·草木典·石長生部》，出自陈梦雷《古今圖書集成》
 《植物名實圖考·石長生》，出自吳其濬《植物名實圖考》